# They Will Kill Us All (Without Mercy)
They Will Kill Us All (Without Mercy) är en låt av The Bronx. Låten släpptes som första singel från bandets debutalbum The Bronx. 
Musikvideon regisserades av Mike Piscitelli och visar en afroamerikansk man som vandrar runt i Los Angeles och mimar till låttexten. Han dansar och gestikulerar till musiken. Till slut blir han skjuten i bröstet och förblöder på Hollywood Walk of Fame.

## Låtlista
Vinylsingel (vit vinyl)
1. (Sida A) "They Will Kill Us All (Without Mercy)"
2. (Sida B) "I Got Chills (Live)"

CD-singel
1. "They Will Kill Us All (Without Mercy)" – 3:52
2. "I Got Chills" – Live At The Three Clubs, Los Angeles – 3:11